# Nisa
Nisa é uma vila raiana portuguesa no distrito de Portalegre, região Alentejo e sub-região do Alto Alentejo, com cerca de 3 000 habitantes.
É sede do município de Nisa com 575,68 km² de área e 5 952 habitantes (2021) subdividido em 7 freguesias. O município é limitado a oeste e norte pelo município de Vila Velha de Ródão, a nordeste pela Espanha, a sudeste por Castelo de Vide, a sul pelo Crato, a sudoeste por Gavião e a noroeste por Mação, sendo o seu ponto mais elevado na Serra de São Miguel, no pico do Penouco, a 463 metros de altitude.
A vila de Nisa foi agraciada por D. João I com o título de Notável, o qual desde então figura nas armas municipais.
- Em 1199 D. Sancho I doa a Herdade da Açafa à Ordem do Templo, este território era delimitado, de modo muito sumário a norte pelo Rio Tejo e a sul detinha parte do território dos actuais concelhos de Nisa, Castelo de Vide e parte do território espanhol junto à actual fronteira. Estas doações tinham como objectivo fixar moradores em zonas ermas e despovoadas e consequentemente defender o território.

Os Templários edificaram uma fortaleza que os defendesse dos infiéis e sinalizava a posse desses territórios. Ao mesmo tempo o monarca anuncia a vinda de colonos franceses, que chegaram de forma faseada, sendo o último grupo destinado ao povoamento do território da Açafa.
Instalaram-se junto das fortalezas construídas pelos monges guerreiros e aí ergueram habitações, fundaram aglomerados populacionais a que deram o nome das suas terras de origem. É neste sentido que surge possivelmente o de Nisa, ou seja sendo os primeiros habitantes oriundos de Nice, ergueram aqui a sua “Nova Nice” ou melhor dizendo, a Nisa a Nova, que encontramos nos documentos, e quando surge o termo Nisa a Velha, este refere-se á sua antiga terra de origem, a Nice francesa.
Assim terão nascido Arêz (de Arles), Montalvão (de Montauban), Tolosa (de Toulouse), cidades do Sul de França.
O primeiro Foral foi dado à Vila de Nisa entre 1229 e 1232, pelo Mestre Dom Frei Estêvão de Belmonte.
Em 1512 D. Manuel I atribuiu novo Foral à Vila, aparecendo a palavra Nisa escrita com dois “ss “, ou seja Nissa, provavelmente sob a influência da palavra Nice.
Em 1343, D Afonso IV estava em guerra aberta com o seu genro, Afonso XI de Castela, o que colocava em risco toda esta zona fronteiriça, daí o Mestre da Ordem ter solicitado ao Rei a construção de uma muralha para protecção da população, pedido este que foi aceite.
D João I atribui o título de “Notável” à Vila de Nisa e D. João IV por carta régia de 13 de Outubro eleva Nisa à Categoria de Marquesado, de que fez mercê a D. Vasco Luís de Gama, 5º Conde da Vidigueira.
Ao concelho de Nisa foram anexados os de Arêz e Montalvão por decreto de 6 de Novembro de 1836 e os de Alpalhão e Tolosa no decreto de 3 de Agosto de 1853, tendo sido desanexadas em 1895 e novamente anexadas em 1898.
A freguesia de Amieira do Tejo passou para o concelho do Gavião em 1836, mas transitou para Nisa através de decreto de 26 de Setembro de 1895.
in https://www.cm-nisa.pt/index.php/concelho/historia

## Freguesias

Freguesias do município de Nisa.

O município da Nisa está subdividido nas seguintes freguesias:
| Freguesia                                          | Residentes (2011) | Residentes (2021) |
| -------------------------------------------------- | ----------------- | ----------------- |
| Alpalhão                                           | 1238              | 989               |
| Arez e Amieira do Tejo                             | 497               | 392               |
| Espírito Santo, Nossa Senhora da Graça e São Simão | 3569              | 2996              |
| Montalvão                                          | 442               | 290               |
| Santana                                            | 404               | 277               |
| São Matias                                         | 289               | 197               |
| Tolosa                                             | 1011              | 811               |
| Total                                              | 7450              | 5952              |

ASSOCIAÇÕES
- Sport Nisa e Benfica
- Rancho Típico das Cantarinhas de Nisa

FESTAS E ROMARIAS
- Nisa em Festa

## Património
- Cruzeiro de Alpalhão
- Castelo de Amieira
- Castelo de Montalvão
- Castelo de Nisa
- Área arqueológica do Conhal
- Passadiços da Barca da d'Amieira
- Centro Histórico de Nisa

Percursos Pedestres
- PR 1 - TRILHOS DAS JANS
- PR 2 - DESCOBRIR O TEJO
- PR 3 - OLHAR SOBRE A FOZ
- PR 4 - TRILHOS DO CONHAL
- PR 5 - À DESCOBERTA DE SÃO MIGUEL
- PR 6 - ROTA DOS AÇUDES
- PR 7 - ENTRE AZENHAS
- PR 8 - TRILHOS DO MOINHO BRANCO
- PR 9 - TRILHOS DA MINA DE OURO DO CONHAL
- PR 10 - ROTEIRO DAS FONTES
- PR 11 - TRILHO DA BARCA D'AMIEIRA
- ROTEIRO URBANO DAS FONTES
- GR 40 - CAMINHO PORTUGUÊS INTERIOR DE SANTIAGO - ETAPA DE NISA

## Evolução da População do Município
Os Recenseamentos Gerais da população portuguesa, regendo-se pelas orientações internacionais da época (Congresso Internacional de Estatística de Bruxelas de 1853), tiveram lugar a partir de 1864.
De acordo com os dados dos censos de 2011 e 2021, no município de Nisa entre 2011 e 2021 o decréscimo populacional foi de 20.2%.
★ Número de habitantes "residentes", ou seja, que tinham a residência oficial neste município à data em que os censos  se realizaram.

| Número de habitantes por Grupo Etário ★★ | Número de habitantes por Grupo Etário ★★ | Número de habitantes por Grupo Etário ★★ | Número de habitantes por Grupo Etário ★★ | Número de habitantes por Grupo Etário ★★ | Número de habitantes por Grupo Etário ★★ | Número de habitantes por Grupo Etário ★★ | Número de habitantes por Grupo Etário ★★ | Número de habitantes por Grupo Etário ★★ | Número de habitantes por Grupo Etário ★★ | Número de habitantes por Grupo Etário ★★ | Número de habitantes por Grupo Etário ★★ | Número de habitantes por Grupo Etário ★★ | Número de habitantes por Grupo Etário ★★ |
| ---------------------------------------- | ---------------------------------------- | ---------------------------------------- | ---------------------------------------- | ---------------------------------------- | ---------------------------------------- | ---------------------------------------- | ---------------------------------------- | ---------------------------------------- | ---------------------------------------- | ---------------------------------------- | ---------------------------------------- | ---------------------------------------- | ---------------------------------------- |
|                                          | 1900                                     | 1911                                     | 1920                                     | 1930                                     | 1940                                     | 1950                                     | 1960                                     | 1970                                     | 1981                                     | 1991                                     | 2001                                     | 2011                                     | 2021                                     |
| 0-14 Anos                                | 4 340                                    | 4 818                                    | 4 976                                    | 5 403                                    | 5 564                                    | 5 293                                    | 4 136                                    | 2 415                                    | 1 595                                    | 1 164                                    | 837                                      | 705                                      | 455                                      |
| 15-24 Anos                               | 2 196                                    | 2 332                                    | 2 537                                    | 2 860                                    | 3 239                                    | 3 433                                    | 2 818                                    | 2 140                                    | 1 225                                    | 1 043                                    | 824                                      | 529                                      | 471                                      |
| 25-64 Anos                               | 5 626                                    | 5 955                                    | 6 399                                    | 7 427                                    | 8 395                                    | 9 272                                    | 9 016                                    | 7 060                                    | 5 078                                    | 4 484                                    | 3 835                                    | 3 390                                    | 2 601                                    |
| = ou > 65 Anos                           | 733                                      | 897                                      | 951                                      | 1 078                                    | 1 365                                    | 1 644                                    | 2 006                                    | 2 200                                    | 2 836                                    | 3 173                                    | 3 089                                    | 2 826                                    | 2 425                                    |

★★ De 1900 a 1950 os dados referem-se à população "de facto", ou seja, que estava presente no município à data em que os censos se realizaram. Daí que se registem algumas diferenças relativamente à designada população residente

## Política

### Eleições autárquicas[10]
| Data | %     | V     | %            | V            | %       | V       | %              | V       | %              | V  | %              | V   | %              | V  | %              | V       | %   | V   | %  | V  | Participação |                |
| Data | PS    | PS    | FEPU/APU/CDU | FEPU/APU/CDU | CDS-PP  | CDS-PP  | PPD/PSD        | PPD/PSD | AD             | AD | PRD            | PRD | BE             | BE | PSD-CDS        | PSD-CDS | IND | IND | CH | CH | Participação |                |
| ---- | ----- | ----- | ------------ | ------------ | ------- | ------- | -------------- | ------- | -------------- | -- | -------------- | --- | -------------- | -- | -------------- | ------- | --- | --- | -- | -- | ------------ | -------------- |
| Data | 1976  | 53,87 | 3            | 18,15        | 1       | 17,68   | 1              |         |                |    |                |     |                |    |                |         |     |     |    |    |              | 66,23 / 100,00 |
| 1979 | 40,05 | 2     | 22,18        | 1            |         |         | 32,46          | 2       | 74,76 / 100,00 |    |                |     |                |    |                |         |     |     |    |    |              |                |
| 1982 | 31,36 | 2     | 35,95        | 2            | AD      | AD      | AD             | AD      | 26,42          | 1  | 75,80 / 100,00 |     |                |    |                |         |     |     |    |    |              |                |
| 1985 | 38,07 | 2     | 49,45        | 3            |         |         |                |         |                |    | 6,97           | -   | 75,30 / 100,00 |    |                |         |     |     |    |    |              |                |
| 1989 | 21,52 | 1     | 48,69        | 3            | 24,41   | 1       |                |         | 72,42 / 100,00 |    |                |     |                |    |                |         |     |     |    |    |              |                |
| 1993 | 30,99 | 2     | 41,28        | 2            | 21,07   | 1       | 70,92 / 100,00 |         |                |    |                |     |                |    |                |         |     |     |    |    |              |                |
| 1997 | 37,38 | 2     | 45,64        | 3            | 10,77   | -       | 71,53 / 100,00 |         |                |    |                |     |                |    |                |         |     |     |    |    |              |                |
| 2001 | 29,53 | 1     | 36,44        | 2            | 29,55   | 2       | 72,44 / 100,00 |         |                |    |                |     |                |    |                |         |     |     |    |    |              |                |
| 2005 | 23,20 | 1     | 43,91        | 3            | 3,45    | -       | 24,01          | 1       | 71,30 / 100,00 |    |                |     |                |    |                |         |     |     |    |    |              |                |
| 2009 | 33,26 | 2     | 35,84        | 2            | 2,19    | -       | 23,17          | 1       | 2,10           | -  | 71,18 / 100,00 |     |                |    |                |         |     |     |    |    |              |                |
| 2013 | 34,24 | 2     | 31,58        | 2            | PPD/PSD | PPD/PSD | CDS-PP         | CDS-PP  |                |    | 25,24          | 1   | 3,26           | -  | 67,62 / 100,00 |         |     |     |    |    |              |                |
| 2017 | 50,44 | 3     | 36,88        | 2            | PPD/PSD | PPD/PSD | CDS-PP         | CDS-PP  | 8,15           | -  |                |     | 70,61 / 100,00 |    |                |         |     |     |    |    |              |                |
| 2021 | 54,40 | 3     | 23,80        | 1            |         |         | 14,42          | 1       |                |    | 4,12           | -   | 66,86 / 100,00 |    |                |         |     |     |    |    |              |                |

### Eleições legislativas
| Data | %     | %     | %     | %     | %     | %     | %        | %     | %    | %     | %    | %   | %       | % | %  | %  |
| Data | PS    | CDS   | PCP   | PSD   | UDP   | AD    | APU/ CDU | FRS   | PRD  | PSN   | B.E. | PAN | PSD CDS | L | CH | IL |
| ---- | ----- | ----- | ----- | ----- | ----- | ----- | -------- | ----- | ---- | ----- | ---- | --- | ------- | - | -- | -- |
| 1976 | 43,57 | 16,31 | 13,77 | 8,63  | 1,23  |       |          |       |      |       |      |     |         |   |    |    |
| 1979 | 35,10 | AD    | APU   | AD    | 2,03  | 29,74 | 22,35    |       |      |       |      |     |         |   |    |    |
| 1980 | FRS   | AD    | APU   | AD    | 0,76  | 31,42 | 19,58    | 39,32 |      |       |      |     |         |   |    |    |
| 1983 | 41,04 | 7,79  | APU   | 19,08 | 0,60  |       | 24,40    |       |      |       |      |     |         |   |    |    |
| 1985 | 23,07 | 4,74  | APU   | 21,17 | 1,15  | 22,88 | 20,49    |       |      |       |      |     |         |   |    |    |
| 1987 | 23,13 | 3,77  | CDU   | 41,95 | 0,71  | 16,89 | 4,91     |       |      |       |      |     |         |   |    |    |
| 1991 | 32,80 | 3,57  | CDU   | 41,13 |       | 12,38 | 0,80     | 1,86  |      |       |      |     |         |   |    |    |
| 1995 | 52,64 | 5,18  | CDU   | 24,98 | 1,14  | 10,33 |          | 0,71  |      |       |      |     |         |   |    |    |
| 1999 | 53,18 | 5,26  | CDU   | 22,96 |       | 12,83 | 0,26     | 0,77  |      |       |      |     |         |   |    |    |
| 2002 | 43,03 | 6,93  | CDU   | 32,60 | 11,78 |       | 1,21     |       |      |       |      |     |         |   |    |    |
| 2005 | 54,80 | 3,80  | CDU   | 22,16 | 10,34 | 3,84  |          |       |      |       |      |     |         |   |    |    |
| 2009 | 38,30 | 7,93  | CDU   | 25,10 | 12,04 | 9,45  |          |       |      |       |      |     |         |   |    |    |
| 2011 | 32,67 | 9,17  | CDU   | 35,99 | 10,81 | 3,39  | 0,43     |       |      |       |      |     |         |   |    |    |
| 2015 | 42,89 | PSD   | CDU   | CDS   | 11,93 | 6,95  | 0,88     | 29,20 | 0,28 |       |      |     |         |   |    |    |
| 2019 | 48,51 | 3,35  | CDU   | 19,18 | 11,07 | 6,52  | 1,48     |       | 0,31 | 2,21  | 0,28 |     |         |   |    |    |
| 2022 | 50,60 | 0,92  | CDU   | 22,68 | 8,25  | 2,31  | 0,51     | 0,41  | 9,30 | 1,11  |      |     |         |   |    |    |
| 2024 | 38,51 | AD    | CDU   | AD    | 23,56 | 6,98  | 2,69     | 0,95  | 1,09 | 19,61 | 1,18 |     |         |   |    |    |

## Equipamentos
- Bombeiros Voluntários de Nisa, na Rua Dr. Cruz Malpique

## Artesanato
- Rendas de bilros
- Olaria de Nisa